# Sean S. Cunningham

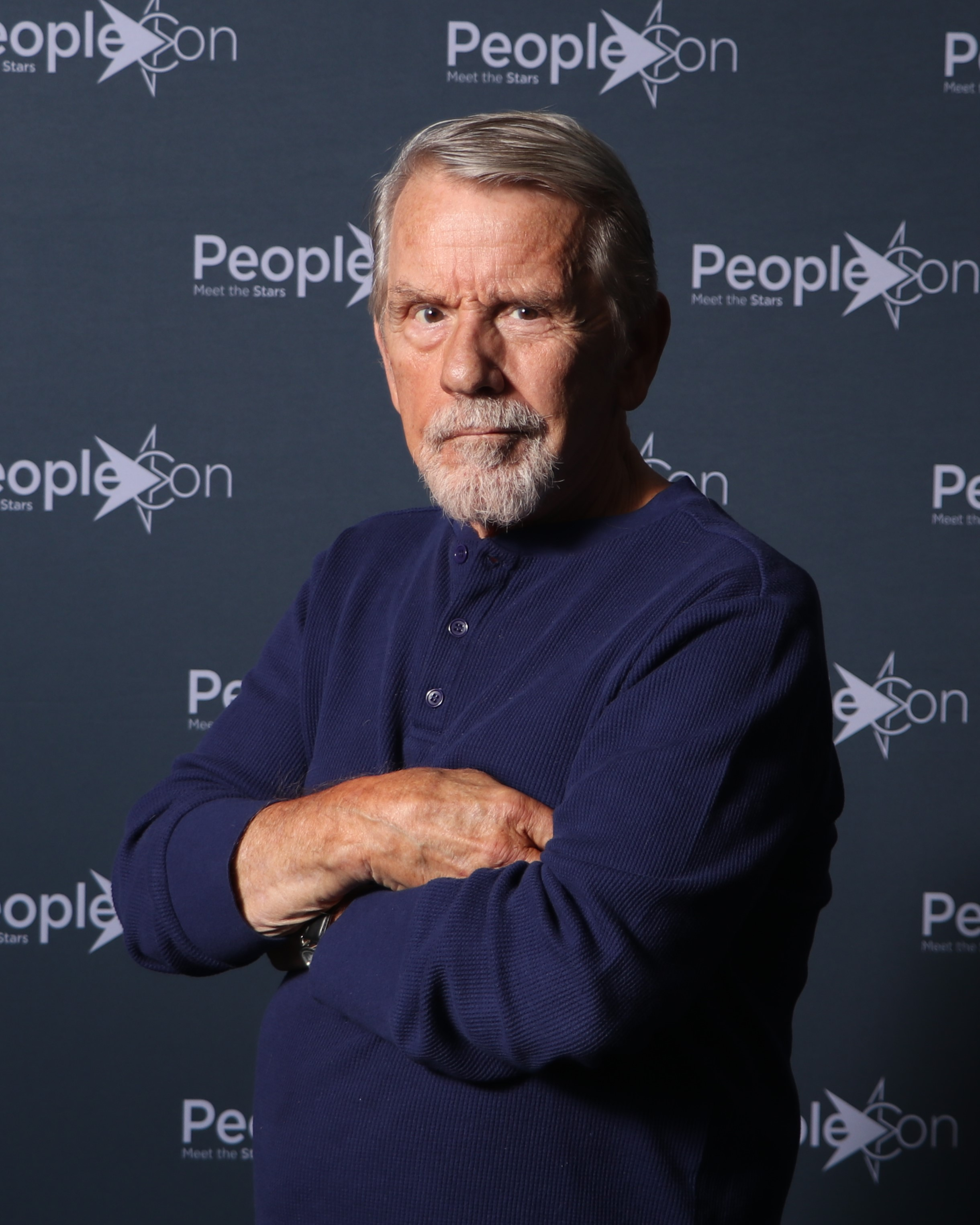
Sean Cunningham (2024)

Sean Sexton Cunningham (* 31. Dezember 1941 in New York City) ist ein US-amerikanischer Regisseur und Filmproduzent.

## Leben und Wirken
Sean S. Cunningham studierte an der Stanford University Drama und Film. Zunächst arbeitete er als Theaterintendant, unter anderem in New Yorks Lincoln Center, dem Oregon Shakespeare Festival, Mineola Theatre und Long Island. Sein erster Film hieß Together.
1979 führte er Regie bei dem Horrorfilm Freitag der 13. Dieser Film wurde seine berühmteste Inszenierung und gilt als eine der populärsten Filmproduktionen, die das Horrorgenre herausgebracht hat. Mit einem Budget von nur 500.000 US-Dollar wurde der Film ein großer kommerzieller Erfolg. Cunningham musste den  Horrorfilm unter widrigen Umständen vollenden, dessen Finanzierung mitten in den Dreharbeiten geplatzt war.

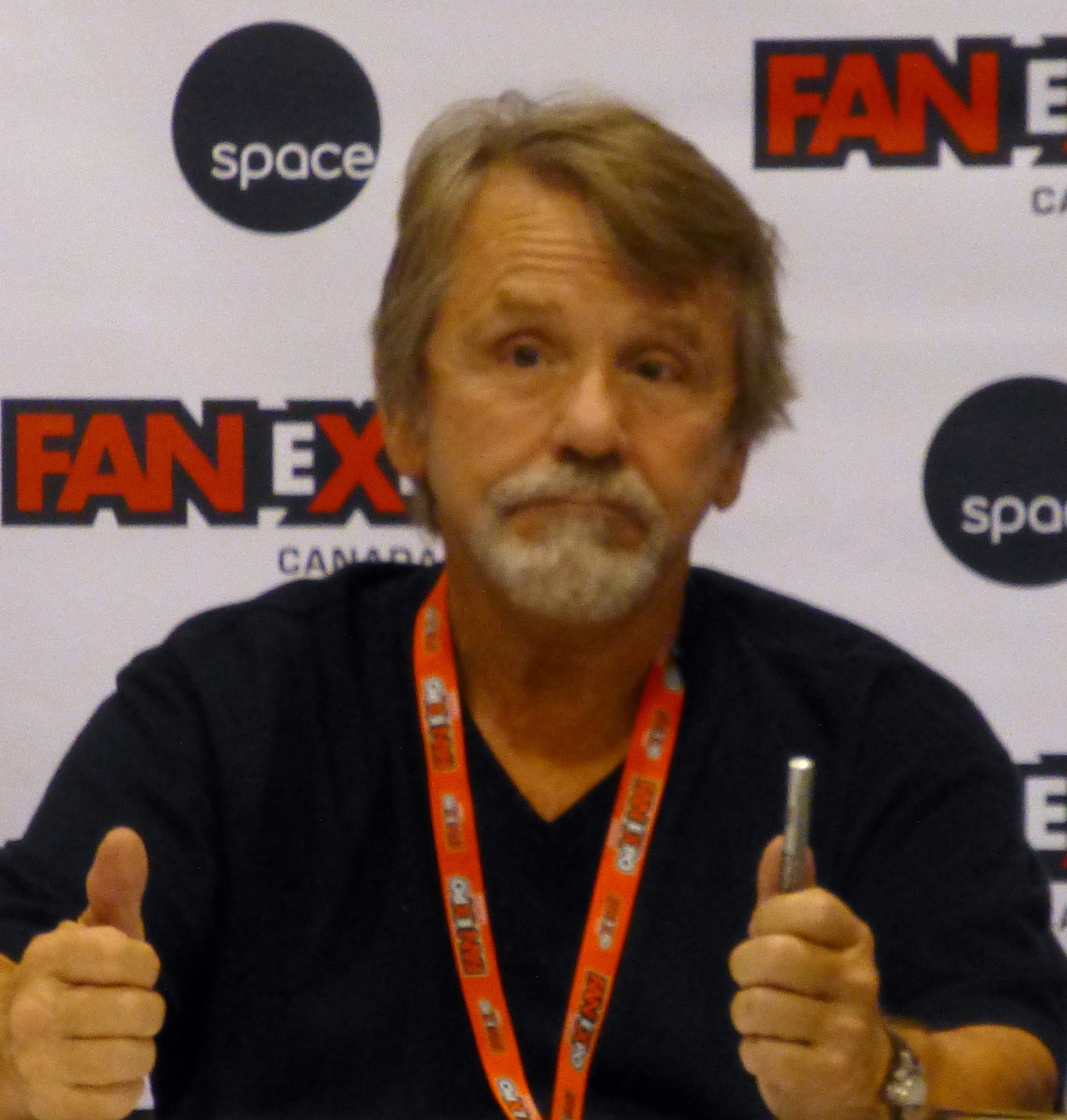
Sean Cunningham (2014)

Es folgten die erfolgreichen Filme A Stranger is Watching (1982) und Spring Break (1983). Die nachfolgenden Cunningham-Arbeiten Deep Star Six und My Boyfriend’s Back floppten. Im Jahre 1984 vertrat er Wes Craven zeitweilig als Regisseur während der finanziell und inhaltlich konfliktreichen Dreharbeiten zum Horrorfilm Nightmare – Mörderische Träume, welcher ein Überraschungserfolg wurde.
Unter anderem arbeitete er auch als Produzent der deutschen TV-Serie Reiselust, die 1986 im ZDF ausgestrahlt wurde.
Seit dem 1978 entstandenen Film Manny’s Orphans arbeitet er stets mit dem Filmkomponisten Harry Manfredini zusammen.
2009 arbeitete er mit Michael Bay und dem Regisseur Marcus Nispel an einem Remake von Freitag der 13. zusammen.

## Filmografie (Auswahl)
Regie
- 1971: Together
- 1978: Manny’s Orphans
- 1980: Freitag der 13. (Friday the 13th)
- 1982: A Stranger Is Watching

Produktion
- 1972: Das letzte Haus links (The Last House on the Left)
- 1986: Reiselust (TV-Serie)
- 1986: House – Das Horrorhaus (House)
- 1987: House II – Das Unerwartete (House II: The Second Story)
- 1989: The Horror Show
- 1992: House IV
- 1993: Jason Goes to Hell – Die Endabrechnung (Jason Goes to Hell: The Final Friday)
- 1993: Mein Freund, der Zombie (My Boyfriend’s Back)
- 2001: Jason X
- 2003: Freddy vs. Jason
- 2009: Freitag der 13. (Friday The 13th)
- 2009: The Last House on the Left

Regie und Produktion
- 1974: Case of the Full Moon Murders
- 1978: Die Tiger sind los (Here Come the Tigers)
- 1980: Freitag der 13. (Friday The 13th)
- 1985: Die Kids von Orlando (The New Kids)
- 1983: Im Sauseschritt ins Dünenbett (Spring Break)
- 1989: Deep Star Six
- 2001: XCU: Extreme Close Up
- 2002: Terminal Invasion